# Bank of Scotland
Ikke at forveksle med Royal Bank of Scotland.
Bank of Scotland plc (skotsk gælisk: Banca na h-Alba) er en clearing og forretningsbank baseret i Skotland, som nu er en del af Lloyds Banking Group. Banken blev etableret af Skotlands Stænderforsamling i 1695 for at udvikle Skotlands handel med andre lande, og den sigtede mod at skabe et stabilt banksystem i Kongeriget Skotland.
Med en historie, der går tilbage til midten af 1600-tallet er det en af de femteældste banker i Storbritannien (Bank of England blev etableret året inden), og det er den eneste kommercielle institution skabt af Skotlands Parlament, som fortsat eksisterer. Det var den første bank i Europa der trykte pengesedler, og banken trykker fortsat britiske pengesedler.
I juni 2006 blev HBOS Group Reorganisation Act 2006 vedtaget i Det britiske parlament, hvilket tillod at bankens struktur blev simplificeret. Som et resultat af dette blev The Governor and Company of the Bank of Scotland til Bank of Scotland plc d 17. september 2007. Bank of Scotland has been a subsidiary of Lloyds Banking Group since 19 January 2009, when HBOS was acquired by Lloyds TSB.
Banken lå i den sydlige del af Gourlay house på Melbourne Place før den flyttede til et nybygget hovedkvarter på The Mound i 1805. Denne bygning er i dag indrettet som Museum on the Mound.